# Cheesy (videojuego)
Cheesy es un juego de plataformas desarrollado por el estudio británico CTA Developments y distribuido por Ocean Software en Europa para la PlayStation en noviembre de 1996.

## Jugabilidad
Cheesy es un juego de plataformas con estilos de jugabilidad 3D y 2.5D, donde el jugador controlará al personaje titular que fue encarcelado en un castillo por un científico loco hasta que aparecen los alienígenas y tratan de atacarlo, con el objetivo principal de escapar del castillo, mientras lucha contra los alienígenas que se crucen en su camino.

## Desarrollo y lanzamiento
Cheesy comenzó originalmente como un proyecto para la Atari Jaguar, anunciado por primera vez en 1994 como uno de los títulos próximos para la Jaguar por Ocean Software, y fue programado originalmente para ser lanzado en el último cuarto de 1995. Sin embargo, el juego fue movido a la PlayStation luego de que el sistema fuese un fracaso comercial y crítico. La música fue hecha por los compositores de Zero-5, Dave Newman y James Veal. Cheesy fue mostrado por primera vez al público en varias ferias comerciales, como E3 1996, antes de ser lanzado en Europa por Ocean en noviembre de 1996, y fue lanzado posteriormente en Japón por Jaleco el 24 de julio de 1997.

## Recepción
Cheesy recibió reseñas mixtas a negativas de parte de los críticos desde su lanzamiento. El juego fue citado por sus controles, gráficos, y diseño de juego inconsistente, pero la banda sonora fue elogiada.